# 那大镇
那大镇，是中华人民共和国海南省儋州市下辖的一个乡镇级行政单位，亦是儋州市政府的所在地。

## 行政区划
那大镇下辖以下地区：
西干社区、大同社区、铺仔社区、解放社区、东风社区、胜利社区、先锋社区、群英社区、东干社区、东兴社区、石屋村、侨南村、白南村、红旗村、茶山村、王桐村、横岭村、头潭村、蔬菜村、清平村、那恁村、军屯村、洛基村、槟榔村、洛南村、抱龙村、力崖村、屋基村、番真村、加平村、美扶村、前进农场、牙拉农场、合罗农场、尖岭农场、先锋农场、侨锋农场、侨值农场和南辰农场。